# Insurrezione del 13 vendemmiaio anno IV
L'insurrezione del 13 vendemmiaio anno IV (5 ottobre 1795) rappresentò il culmine della ripresa del partito realista nei primi anni della Rivoluzione francese e si concluse con la sconfitta, nel centro di Parigi, delle milizie legittimiste ribelli alla convenzione termidoriana. Le truppe rivoluzionarie furono guidate da Paul Barras che venne coadiuvato da una serie di generali tra cui Napoleone Bonaparte, che ebbe modo di mettersi in evidenza ed ebbe un ruolo decisivo nella repressione delle forze reazionarie.

## Antefatti

### La lunga caduta dei Giacobini
La prima fase della Rivoluzione francese si era conclusa il 9 termidoro (28 luglio 1794) con l'arresto e la condanna di Robespierre e 103 suoi seguaci, fra i quali Saint-Just. I sopravvissuti deputati montagnardi alla Convenzione, ormai netta minoranza, tentarono, in due riprese, la sollevazione di Parigi: il 12 germinale ed il 1° pratile.

### Il recupero dei realisti
In entrambe tali occasioni era stato determinante il sostegno offerto alla convenzione termidoriana dai realisti costituzionali: questi, allora in piena riorganizzazione e molto rafforzati dalla parte avuta a Parigi, miravano ora ad una "via costituzionale" al ritorno della monarchia, a quasi tre anni dalla decapitazione, il 21 gennaio 1793, di Luigi XVI. Il di lui figlio maschio, il disgraziato ed innocente Luigi XVII, di dieci anni appena compiuti, era morto nella prigione del Tempio, forse l'8 giugno 1795 di inedia o, forse, minato dalla tubercolosi. Alla notizia, il 24 giugno, lo zio si proclamò re con il titolo di Luigi XVIII. I monarchici disponevano quindi di un nuovo sovrano legittimo: un uomo abile ed intelligente, che rispetto al predecessore, aveva il non piccolo vantaggio di essere in piena libertà.

### La seconda guerra di Vandea
Tutte queste circostanze, unite all'indiscutibile consenso di cui godeva il partito monarchico, indussero notevoli preoccupazioni in quella parte della Convenzione termidoriana che non intendeva abdicare alla repubblica ed ai notevoli trasferimenti patrimoniali e sociali che ne erano derivati.
L'occasione per colpire a destra venne loro offerta con la ripresa delle operazioni militari in Vandea, a partire dal 24 giugno, per iniziativa dei realisti. Quella che è passata alla storia come "Seconda guerra di Vandea", terminò con il massacro di oltre 750 dei 952 realisti che si erano consegnati prigionieri a condizione di aver salva la vita.

## La reazione della convenzione termidoriana

### L'occasione per colpire la destra realista
La ferocia dei convenzionali si spiega in parte con la durezza dello scontro (durante la battaglia erano rimasti uccisi 1 200 soldati e 190 ufficiali), in parte con la punizione del tradimento per la rottura dal Trattato di La Jaunaye (e degli accordi successivi) ma, soprattutto, con la necessità di garantirsi sostegno a sinistra in vista di un possibile scontro con i realisti che si erano, come detto, molto rafforzati.

### Una legge per prevenire la vittoria realista alle elezioni
La maggioranza repubblicana della convenzione termidoriana non tardò a tirare le conseguenze dell'avventato disastro del Quiberon: il 5 fruttidoro (23 agosto 1795), in coincidenza con l'approvazione della nuova costituzione dell'anno III, venne approvato il cosiddetto decreto dei due terzi: esso prevedeva che i 2/3 dei futuri deputati del Consiglio degli Anziani e del Consiglio dei Cinquecento (ovvero 500 delegati su 750) dovessero appartenere alla disciolta Convenzione nazionale (meglio nota come convenzione termidoriana).

### Il fallito plebiscito popolare
La ratifica fu affidata al plebiscito popolare che avrebbe dovuto approvare l'intera costituzione francese del 1795.
Il plebiscito iniziò il 20 fruttidoro (6 settembre 1795) e i suoi risultati furono proclamati il 1° vendemmiaio (23 settembre), con la nuova costituzione.
Questo plebiscito fu, forse, l'ultima occasione prima del 1814, in cui il rimontante partito monarchico tentò di affermare i propri diritti di maggioranza dall'interno del sistema; i monarchici, però, decisero di non opporsi direttamente (tale era la fiducia nella correttezza delle elezioni), ma si astennero. Il plebiscito risultò in 205 498 «sì», contro 108 754 «no» ed alcuni milioni di astensioni; la ratifica fu respinta in 19 dipartimenti, con l'eclatante insuccesso di Parigi (ove contava anche l'opposizione ex-giacobina e montagnarda), in cui votarono contro ben 47 sezioni su 48.

## La reazione realista

### Preparativi
Forti di tale, ancorché sterile, successo, i monarchici tentarono una (inevitabile) prova di forza: i realisti, fra i quali Vincent-Marie Viénot de Vaublanc, Antoine Chrysostome Quatremère de Quincy (parte di un comitato centrale realista) e le loro sezioni, fra le quali spiccava la sezione le Pelletier, presero a pianificare una insurrezione mirante a forzare la convenzione termidoriana a revocare i decreti.

### Parallela mobilitazione dei realisti e della Convenzione
Che il clima fosse assai agitato lo aveva dimostrato il 13 settembre una insurrezione realista, bandiera bianca gigliata in testa, iniziata a Châteauneuf-en-Thymerais ed a Dreux ed annientata a Nonancourt dall'esercito rivoluzionario. Alcuni giorni dopo, il 24 settembre, si erano registrate a Parigi manifestazioni monarchiche contrarie alla nuova costituzione.
Il 10 vendemmiaio (2 ottobre) la sezione Lepeletier chiamò all'insurrezione e convocò per l'indomani i suoi elettori: vi giunsero 80 elettori di 15 sezioni. Quella sera sette sezioni si dichiararono in stato di insurrezione (Lepeletier, Butte des Moulins, Contrat-Social, Théatre-Français, Brutus, Temple et Penfin Poissonniere). I colletti dei manifestanti realisti avevano i colori del conte d'Artois.
La Convenzione, informata dei preparativi dei realisti, il 12 vendemmiaio (4 ottobre) riportò i suoi precedenti decreti sul disarmo dei terroristi. Il generale Jacques François Menou, incaricato di reprimerle, esitava, dicendosi non certo della fedeltà della truppa.
Nella notte tra il 12 e il 13 vendemmiaio, le sezioni realisti si armarono e si radicalizzarono. Ora erano i realisti assolutisti, sostenitori della monarchia di diritto divino, a guidare il movimento. Il colpo di Stato era previsto per il giorno successivo.
Il 13 vendemmiaio (5 ottobre) Menou fu destituito e la Convenzione affidò a Paul Barras il comando delle truppe di Parigi, affiancandogli cinque generali giacobini, fra i quali il giovane Napoleone Buonaparte (a quel tempo non aveva ancora mutato il suo cognome da Buonaparte in Bonaparte), di recente "scoperto" da Paul Barras che lo aveva conosciuto nel corso dell'assedio di Tolone, e Guillaume Marie-Anne Brune.

### L'insurrezione
Il generale Louis Michel Auguste Thévenet si pose alla testa di una parte della Guardia nazionale, unitasi alle sezioni realiste, le quali
tentarono di marciare sul Palazzo delle Tuileries, sede della Convenzione, ma furono respinte.
Entro le 15 il Palazzo era circondato. I sezionari realisti (circa 25 000 uomini) tentarono di fraternizzare con i soldati che difendevano la Convenzione.

### Il bombardamento del generale Bonaparte

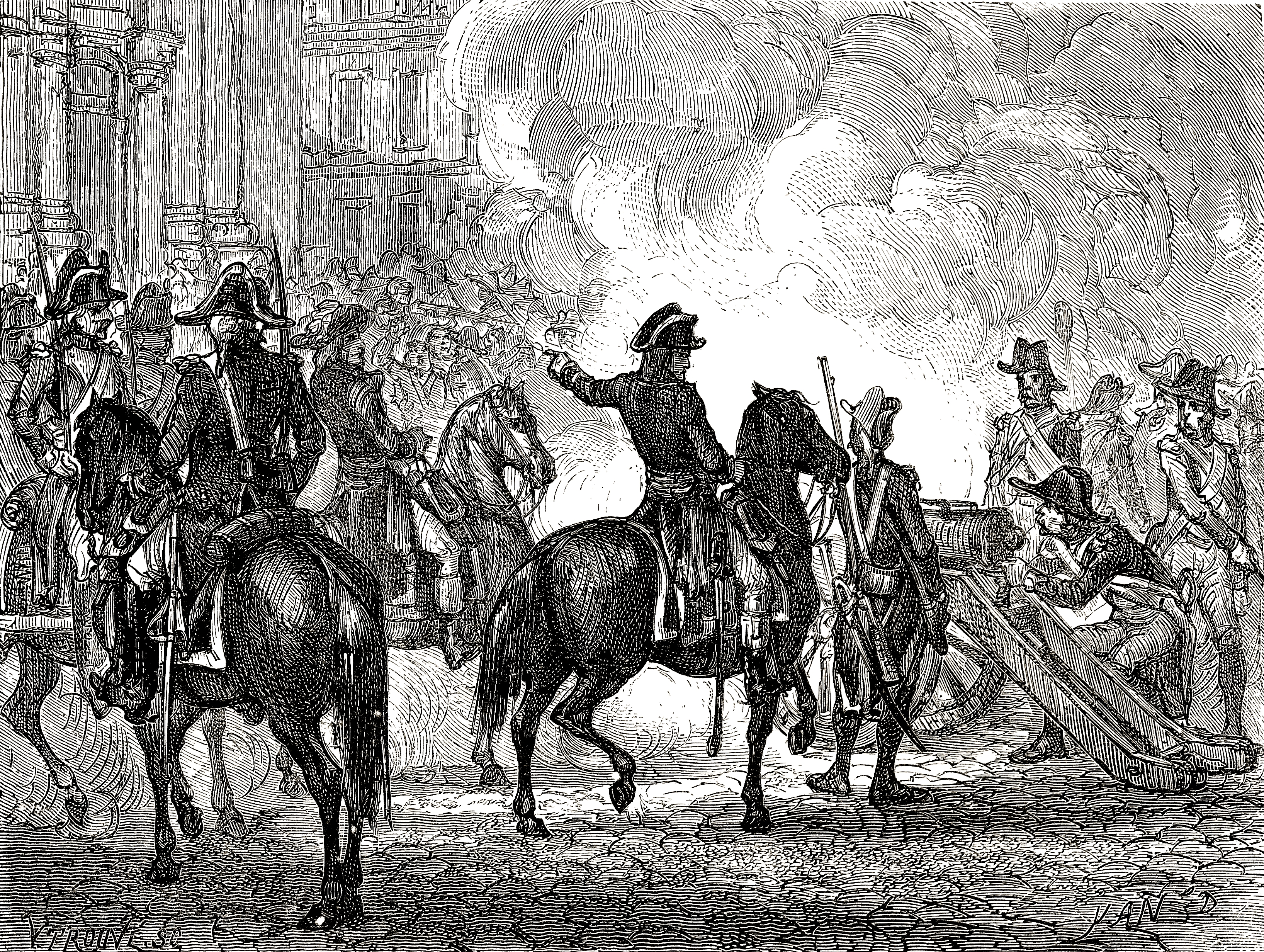
«Bonaparte fait tirer à mitraille sur les sectionnaires», Histoire de la Révolution, Adolphe Thiers, 1866, illustrazione di Yan' Dargent

Il giovane generale Napoleone Bonaparte era consapevole del trambusto e arrivò alla Convenzione in questo periodo per scoprire cosa stava succedendo. Gli fu rapidamente ordinato di unirsi alle forze di Barras che si radunavano per la difesa della Repubblica. Bonaparte accettò, ma solo a condizione che gli fosse concessa completa libertà di movimento. Barras nominò Bonaparte Maggior Generale della piazza di Parigi, il quale ideò il piano per stroncare l'insurrezione monarchica. Il piano consisteva nell'aprire il fuoco della moschetteria e dell'artiglieria a mitraglia con fuoco continuato per ben tre quarti d'ora.
All'una di notte del 13 vendemmiaio (5 ottobre), Bonaparte scavalcò Barras, che si accontentò di lasciargli fare ciò che desiderava. Bonaparte ordinò a Gioacchino Murat, sottotenente del 12º reggimento dei cacciatori a cavallo, di cavalcare fino alla camp des Sablons e di tornare con i 40 cannoni che appartenevano all'esercito. Lo squadrone di Murat recuperò i cannoni prima che arrivassero i realisti e Bonaparte organizzò la loro sistemazione, posizionandoli in aree di comando con efficaci campi di fuoco.
Le forze repubblicane erano in inferiorità numerica di circa 6 a 1, ma mantennero comunque il loro perimetro. Alle 5 del mattino fu respinto un primo attacco delle forze realiste. Cinque ore dopo iniziò il grande assalto realista con 7 000 uomini. Le forze repubblicane mantennero il loro perimetro, mentre l'artiglieria sparava con i cannoni colpi di mitraglia contro le forze realiste ammassate. Anche i battaglioni Patriot che sostenevano l'artiglieria abbatterono i ranghi realisti in avanzamento. Bonaparte comandò durante lo scontro di due ore e sopravvisse illeso nonostante il suo cavallo fosse stato colpito da sotto di lui. L'effetto della mitraglia e delle raffiche delle forze patriote fece vacillare l'attacco realista. Bonaparte ordinò un contrattacco guidato dallo squadrone di cacciatori di Murat. Alla fine della battaglia, circa trecento realisti giacevano morti per le strade di Parigi.
Il filosofo e storico scozzese Thomas Carlyle in seguito registrò notoriamente che, in questa occasione, Bonaparte diede al suo avversario un "Soffio di mitraglia" e che "la cosa che chiamiamo specificamente Rivoluzione francese è saltata in aria in quel luogo". Il 13 vendemmiaio segna la fine della Rivoluzione francese.

## La repressione: processi e condanne
Il 15 vendemmiaio (7 ottobre) la Convenzione votò la costituzione di tre commissioni militari per giudicare gli insorti monarchici. Due giorni dopo completò l'opera sopprimendo la municipalità di Parigi, sostituita da 12 nuovi municipi soggetti all'Amministrazione Dipartimentale.
Il 24 vendemmiaio (16 ottobre) la Convenzione votò un decreto d'arresto dei deputati Rovère e Saladin, denunciati da Jean-Lambert Tallien come realisti e contro-rivoluzionari.
Il 17 ottobre la commissione militare pronunciò 64 condanne a morte. Solo due furono messe in atto: Lafond, capo della sezione Lepeletier e Lebois, capo della sezione del Théâtre-Français, mentre altri importanti capi, quali de Vaublanc, capo della sezione del Faubourg Poissonnière e de Quincy, capo della sezione di Fontaine-de-Grenelle, furono condannati a morte in contumacia.

## Breve ripresa dei sopravvissuti giacobini

### Il crescente potere dell'esercito
Alla vigilia della sollevazione, la Convenzione aveva provveduto a blandire l'esercito, suo principale sostegno, votando, il 9 vendemmiaio (1º ottobre) l'annessione alla Francia di tutti i territori dei Paesi Bassi austriaci (all'incirca l'attuale Belgio) occupati.
Al contrario delle precedenti giornate del 12 germinale e del 1° pratile, quando la Convenzione si era molto giovata dell'appoggio delle sezioni realiste, la giornata del 13 vendemmiaio, dimostrò che veramente essenziale era la fedeltà dell'armata alla causa repubblicana. In tal senso, essa fu cruciale nel segnare il lento passaggio dalla convenzione termidoriana alla futura dittatura militare, che sarebbe seguita di lì a poco, con il colpo di Stato del 18 brumaio (9 novembre 1799) di Buonaparte.
Quest'ultimo divenne così definitivamente celebre, tanto da essere soprannominato il generale Vendemmiaio (le général Vendémiaire) ed essere promosso, l'8 ottobre generale in seconda dell'Armata dell'Interno, il 16 ottobre, generale di divisione e, infine, il 26 ottobre generale capo dell'Armata dell'Interno.

### Breve avvicinamento ai giacobini
Come accadde sovente negli anni della convenzione termidoriana e del Direttorio, la maggioranza moderata continuò a giocare alla sinistra contro la destra, i Giacobini contro i realisti. Dopo il 13 vendemmiaio l'ora era venuta per un appeasement con i primi: Il 20 vendemmiaio (12 ottobre), in coincidenza con l'inizio delle elezioni per nuovi consigli, quello degli Anziani e quello dei Cinquecento (terminate il 29 vendemmiaio – 21 ottobre con un notevole successo dei monarchici), la Convenzione votò la reintegrazione nell'esercito degli ufficiali giacobini destituiti dopo il Colpo di Stato del 9 termidoro.
Il 21 vendemmiaio (13 ottobre) un nuovo decreto bloccava ulteriori persecuzioni contro i deputati montagnardi. L'ordine, tuttavia, non dovette essere accolto con convinzione nelle province, tanto che il giorno successivo si registrò l'ultimo episodio del cosiddetto Terrore bianco, con l'esecuzione ad Amiens del deputato Le Bon, già fervido presidente del Tribunale Rivoluzionario di Arras sotto il Terrore ed arrestato a Parigi dopo il 9 Termidoro di due anni prima. Ma il suo era un caso estremo, tanto che la stessa Convenzione, alcuni giorni prima, aveva respinto un suo ultimo appello.
Il 4 brumaio (16 ottobre) la Convenzione, nel suo ultimo giorno di seduta prima dello scioglimento, approvò un'amnistia generale, che interessò soprattutto i deputati ex-montagnardi, arrestati dopo l'insurrezione del 12 germinale (Amar, Bourdon, Lecointre, Levasseur, Bayle; Cambon e Thuriot che si erano resi latitanti, i prigionieri semplici Pache e Rossignol), per lo più rinchiusi nel castello di Ham, in Piccardia.
Gracco Babeuf aveva largamente profittato del rinnovato appeasement dei termidoriani con i giacobini pubblicando, il 30 novembre 1795 il "Manifesto dei Plebei" sul suo giornale "Le Tribun du Peuple" e dando vita alla famosa "congiura degli Eguali". Il governo tardò a reagire, istituendo il 3 dicembre un Ufficio di Esame dei Documenti Pubblici ed un Ufficio Particolare per la sorveglianza di Parigi. Il 5 dicembre, su richiesta del Carnot, valente soldato e già fervente giacobino, venne emesso un mandato di arresto contro Babeuf, accusato di cospirazione. Questi riuscì a fuggire, venne arrestato il 10 maggio 1796 e ghigliottinato il 27 maggio.

## La seconda ripresa monarchica
La congiura degli Eguali, fece sì che la situazione tornasse a rovesciarsi a favore di un rinnovato accordo con i monarchici: de Vaublanc, ad esempio, poté prendere possesso del proprio seggio al Consiglio dei Cinquecento (ove era stato, nel frattempo, eletto dal collegio di Melun, dipartimento della Senna e Marna).
Tale evoluzione non fu del tutto estranea alla liberazione di Madame Royale, ultima figlia di Luigi XVI, ancora prigioniera a Parigi: venne liberata il 26 dicembre 1795, giorno del suo diciassettesimo compleanno, a Basilea, in cambio di un nutrito gruppo di francesi prigionieri di guerra e dell'armistizio con l'Austria di Francesco II d'Asburgo, siglato il successivo 31 dicembre.
Già le elezioni del (12 ottobre) (terminate il 29 vendemmiaio – 21 ottobre) avevano registrato un notevole successo dei monarchici, tanto che l'indomani, 30 vendemmiaio, l'importante deputato Tallien aveva proposto l'annullamento delle elezioni. Tale effetto fu amplificato dalle successive elezioni dell'aprile-maggio 1797, per un terzo della camera, che attribuirono la maggioranza ai realisti, incluso il de Quincy, nei due consigli degli Anziani e dei Cinquecento.
Il Direttorio (Barras, Reubell e La Reveillière-Lépeaux) reagì inizialmente richiamando a Parigi l'armata della Sambre-et-Meuse (Sambre e Mosa), comandata dal fedele Hoche (già vincitore della seconda guerra di Vandea e massacratore dei superstiti arresisi al Quiberon) e forte di 80 000 uomini e successivamente con il colpo di Stato del 18 fruttidoro (4 settembre 1797), in reazione ad una cospirazione realista volta a rovesciare il Direttorio, bloccata dal Buonaparte, già capo dell'Armata d'Italia, che arrestò l'agente realista de Launay e passò notizia a Paul Barras.
I tentativi realisti non vennero arrestati nemmeno dal Colpo di Stato del 18 brumaio (9 novembre 1799) che impose la fine del Direttorio, ma per sostituirlo con un Consolato, che segnò l'inizio della lunga dittatura militare del sempre attivo Napoleone Bonaparte. Il principale tentativo fu forse connesso all'attentato della rue Saint-Nicaise effettuato dagli ultra, del 24 dicembre 1800, che portò, alcuni anni più tardi, il 21 marzo 1804, alla fucilazione del Duca d’Enghien, sospettato di aver preso parte al complotto realista di Georges Cadoudal volto ad eliminare Bonaparte e restaurare la monarchia assoluta con Carlo X. Dopodiché le continue vittorie dell'Imperatore dei Francesi assopirono la opposizione realista, sino al Trattato di Fontainebleau, dell'11 aprile 1814.

## L'ultima sollevazione a Parigi
La sollevazione monarchica fu l'ultima sollevazione popolare della rivoluzione: non ve ne sarebbero state altre sino alla Rivoluzione di luglio del 1830.